# Spisak vrsta zvezdanih eksplozija
Zvezdana eksplozija se može odnositi na:
- Nova
- Kilonova
- Mikronova
- Supernova
  - Supernova tipa Ia
  - Supernove tipa Ib i Ic
  - Supernova tipa II
  - Superluminozna supernova
  - Supernova nestabilna u paru
- Hipernova
- Supernova varalica, zvezdane eksplozije koje izgledaju slične supernovi, ali ne uništavaju svoje zvezde prastare
  - Neuspela supernova
- Svetleća crvena nova, eksplozija za koju se smatra da je izazvana sudarom zvezda
- Sunčeve baklje su manji tip eksplozije zvezda [1]
- Događaj poremećaja plime i oseke, povlačenje zvezde od strane plimnih sila